# Don McLean
(American Songwriter, popolare rivista musicale, in un articolo del 2020)
Donald McLean, detto Don (New Rochelle, 2 ottobre 1945), è un cantautore e paroliere statunitense.
Tra i maggiori esponenti del cantautorato statunitense, McLean è considerato una delle figure musicali più influenti di sempre.
Noto soprattutto per il brano American Pie, pubblicato nel 1972 e considerato una pietra miliare della storia della musica, McLean si è distinto come un poeta della musica leggera e come uno dei maggiori esponenti del genere folk.
Negli anni, le sue canzoni sono state tradotte in svariate lingue e registrate da numerosi artisti di fama internazionale tra i quali Ed Sheeran, Elvis Presley, Madonna, Drake, Garth Brooks, Perry Como e Rick Astley.

## Biografia

### Primi anni
Nato il 2 ottobre 1945, Don McLean nasce da una coppia italo-americana: la madre, Elizabeth Bucci, era infatti di origini abruzzesi e lo crebbe con la sua fede cattolica mentre il padre, Donald, era protestante ma morì quando Don aveva solamente 15 anni.
Fin da bambino Don manifesta una grande passione per la musica, inizialmente era un amante del rock and roll di Buddy Holly, dei successi di Frank Sinatra e di molti artisti folk, soprattutto della band i The Weavers. Durante la sua infanzia fu profondamente scosso dalla morte di John Kennedy e Buddy Holly.
McLean si diplomò alla Iona Preparatory School nel 1963 e successivamente si iscrisse alla Villanova University, abbandonandola dopo soli quattro mesi. Più tardi frequentò la scuola serale all'Iona College e ricevette la laurea in economia nel 1968. Nei campus universitari era un celebre cantante folk.
Con l'aiuto di una borsa di studio da parte del New York State Council of the Arts, cominciò ad aver accesso a un pubblico più vasto, andando di città in città lungo il fiume Hudson. Imparò l'arte della performance dal vivo con l'aiuto del suo amico e mentore Pete Seeger. McLean accompagnò Seeger nel suo percorso lungo lo Hudson nel 1969 per protestare contro l'inquinamento del fiume. La campagna per la purificazione dell'acqua ricevette largo consenso.

### Primi lavori discografici
Il primo album in studio di Don, Tapestry, uscì nel 1969. Il disco ottenne un discreto successo e gli aprì le porte al mondo della musica folk. L'album conteneva Castles in the Air, brano che otterrà ampio successo negli anni'80 quando egli deciderà di registrarne una seconda versione.
Anche il brano And I Love You So, presente nell'album, ha riscosso ampio successo commerciale soprattutto grazie alla cover di Perry Como del 1972.

### American Pie e il successo
Nel 1971 Don pubblica il suo capolavoro American Pie, album prodotto da Ed Freeman e contenente i più grandi successi dell'artista come il brano omonimo, Vincent e Babylon. Grazie al successo inaspettato di vendite, Don riscuote un ampio consenso che gli permette di intraprendere numerosi tour, anche al di fuori degli Stati Uniti.

### Anni successivi
Dopo il successo dei primi anni '70, Don continua a registrare album e ad eseguire concerti, senza però ottenere una grande attenzione mediateca, come invece accadde in precedenza. Nonostante ciò, diversi suoi lavori verranno apprezzati dalla critica e otterranno un discreto successo di vendite. Nel 1974 pubblica Homeless Brother, un malinconico concept album che diventa una pietra miliare nella discografia del cantante. Uno tra i suoi singoli di successo di questo periodo è la cover del brano Crying del 1978, originariamente scritta e registrata da Roy Orbison.
Negli anni '80 e '90, l'artista pubblica numerosi lavori, anche dal vivo, e ottiene qualche successo minore con alcuni album come Love Tracks (1988).
Nel febbraio del 2024 annuncia l'uscita del suo ventunesimo album in studio, da titolo "American Boys"; il disco è stato pubblicato nel maggio dello stesso anno.

## Vita privata
Don McLean si è sposato due volte, entrambi i matrimoni sono terminati con il divorzio.
La sua prima moglie fu Carol Sauvion; sono stati sposati dal 1969 al 1976 e non hanno avuto figli.
Il suo secondo matrimonio è stato con Patrisha Shnier McLean dal 1987 al 2016. Hanno due figli, Jackie e Wyatt, e due nipoti, Rosa e Mya. Il loro matrimonio finì dopo che McLean fu accusato di reato di violenza domestica nella loro casa di Camden, nel Maine. Don McLean accettò 4 delle 6 accuse a suo carico evitando la galera e dovendo pagare 3000 dollari di multa. Nonostante ciò McLean si è sempre ritenuto completamente innocente ed ha ammesso di aver accettato il patteggiamento per “non creare maggiori problemi a lui e alla sua famiglia”.
Dal 2022 ha intrapreso una relazione con la modella Paris Dunn, di 48 anni più giovane.
Don McLean ha vissuto a fasi alterne in Israele tra il 1978 e il 1982 citando l'esperienza come "una delle più belle della sua vita". Nel 1981 egli è anche autore della canzone “Jerusalem”, brano scritto sotto richiesta dell’allora governo locale della città di Gerusalemme.

## Stile e popolarità

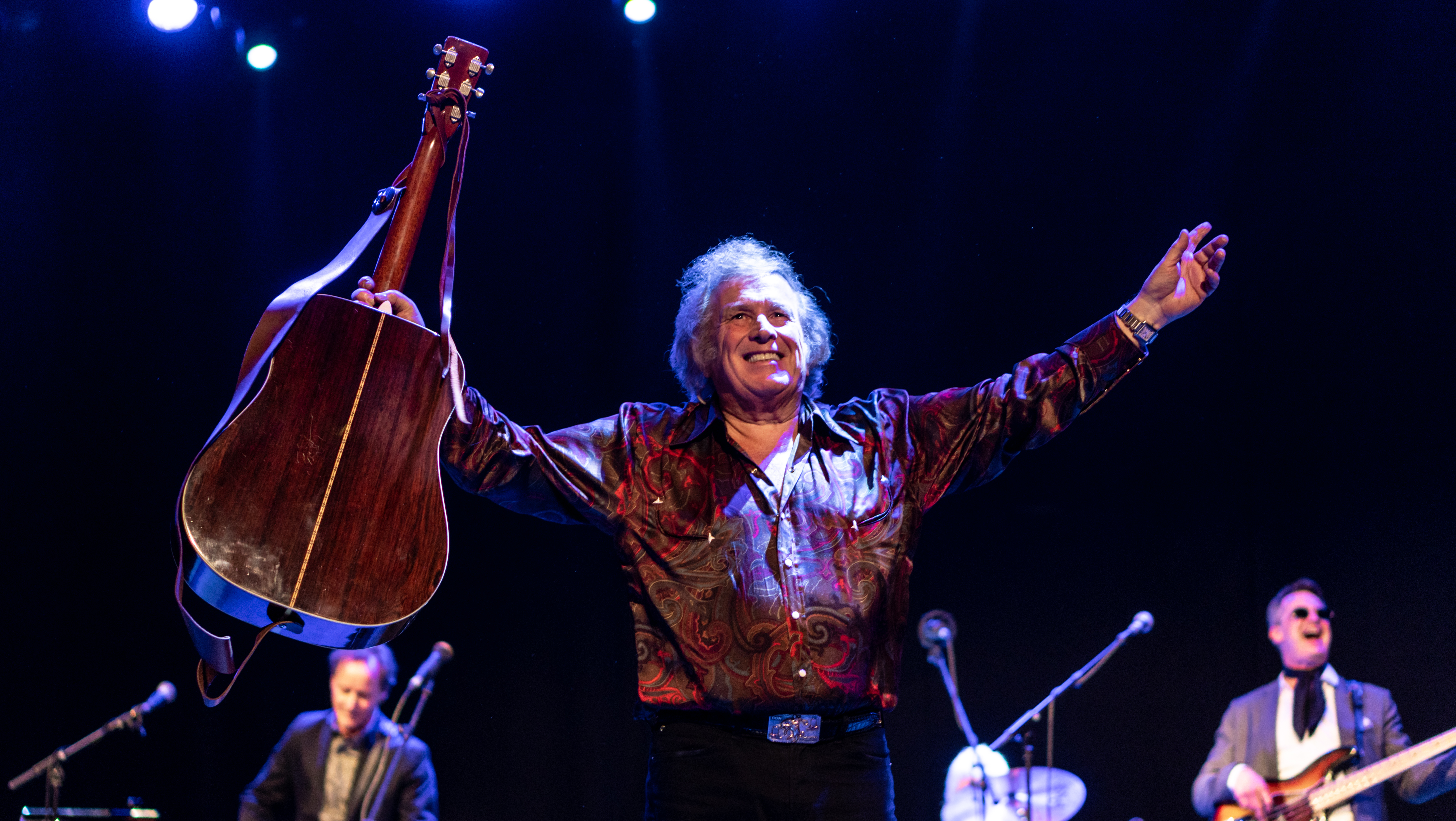
Don McLean in concerto nel 2018

### Poetica e tematiche
Le tematiche trattate da Don McLean nel corso della sua carriera sono numerose e di varia natura. Una grande quantità di canzoni da lui scritte trattano temi di dolore e sconforto come "Till Tomorrow" (un dolore amoroso) oppure "The Grave" (lo sconforto di un soldato). Oltre ad American Pie, anche altre canzoni all'interno della discografia dell'artista trattano il tema della realtà politica statunitense e dei problemi che affliggono il Paese, tra questi si ricorda "Prime Time", del 1975, un brano che in maniera pungente e ironica vuole raccontare gli Stati Uniti come se la sua vita fosse parte di un videogioco.
Alcuni brani, come Castles in the air o quelli contenuti nei suoi album country degli anni '80, hanno una visione più rurale della società e raccontano di storie di semplice gente di campagna. In più di un'occasione, è accaduto che i brani di Don contenessero diversi riferimenti alla religione cristiana (come la stessa American Pie) oppure il suo brano del 1971 Babylon, tratto da un salmo della Bibbia e ispirato a una melodia tradizionale.
A dream come true, I'll live there 'til I die/
I'm asking you to say my last goodbye/
The love we knew ain't worth another try/»
Un sogno diventato realtà, vivrò lì fino alla morte/
Ti sto chiedendo di darmi il mio ultimo addio/
L'amore che conoscevamo non merita un altro tentativo/»
(Don McLean, nel brano "Castles in the Air")
Alcune sue canzoni, soprattutto negli anni '70, trattavano il tema della guerra; tra queste la già citata "The Grave", diverse esibizioni del brano di Bob Dylan "Masters of War" e "Jerusalem ", che tratta del conflitto israelo-palestinese.

### Stile musicale
Musicista di nicchia, dopo i primi successi anche commerciali. Ha uno stile caratteristico, che lo ha sempre distinto da altri cantautori suoi contemporanei, anche per la riservatezza che ha avuto e per l'introspettività e la pluralità di fonti musicali e generi che caratterizzano la sua musica, dalle tematiche e talvolta dalle sonorità di largo respiro (vedi i primi successi American Pie e Vincent, e pezzi come Chain Lightning, Mountains of Mourne o Babylon).
Polistrumentista autodidatta, suona principalmente la chitarra ma è anche in grado di suonare il banjo; possiede inoltre una voce morbida e riconoscibile.

### Popolarità
Nel corso della sua lunghissima carriera, che attraversa sette decenni, McLean ha venduto più di 50 milioni di dischi e le sue composizioni sono state tradotte in diverse lingue ed interpretate da diversi artisti tra cui: Perry Como, Elvis Presley, Madonna, Garth Brooks e molti altri.

## American Pie
- McLean: "Vuol dire che non avrò più bisogno di lavorare nella mia vita"»
(Don McLean in un'intervista)
La canzone, considerata una pietra miliare nella storia della musica, è stata inserita dalla RIAA nella lista delle 5 più grandi composizioni della musica americana del XX secolo.
La sua più famosa composizione, American Pie, è spesso interpretata come una riflessione sulla morte di Buddy Holly, Ritchie Valens e The Big Bopper in un incidente aereo il 3 febbraio 1959, da qui la frase The Day the Music Died ("Il giorno in cui la musica morì"). McLean disse che il testo era anche in qualche modo un'autobiografia della sua vita dalla metà degli anni cinquanta fino al periodo in cui scrisse la canzone, nei tardi anni sessanta.
Il brano è stato in seguito interpretato, tra gli altri, da Madonna e Garth Brooks.
Nonostante la popolarità del brano, McLean ha sempre evitato di rendere espliciti tutti i messaggi presenti nel testo.
(Don McLean, nel corso del documentario "American Pie")

## Influenza
(Kristin Robinson, nota critica musicale, in un articolo di Billboard del 2022)

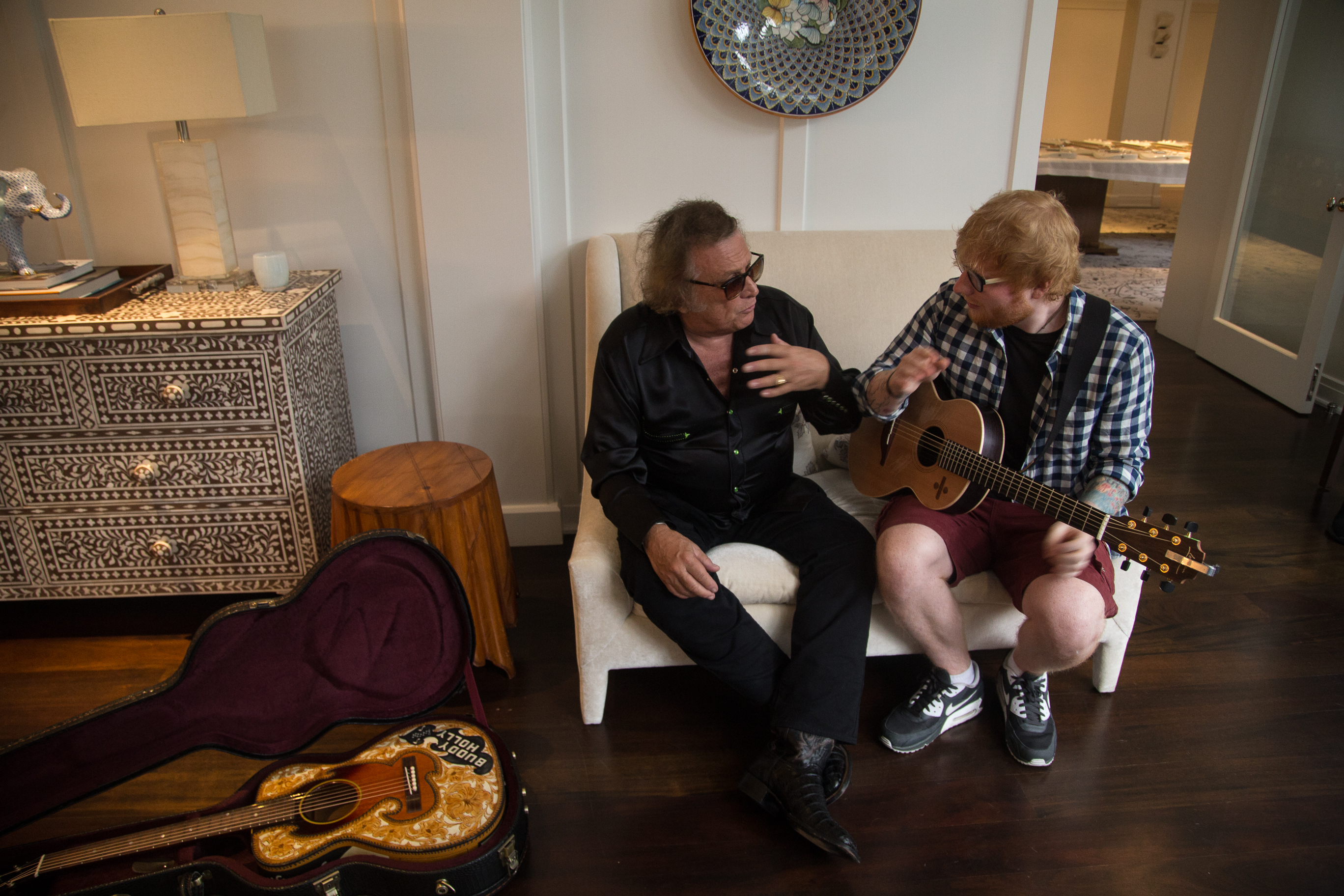
Don McLean e Ed Sheeran dietro le quinte prima di un concerto (2019)

Don McLean ha influenzato, nell’arco dei decenni, diversi aspetti della musica e della cultura statunitense.

### Influenza su altri artisti
Don ha influenzato una grande varietà di artisti, anche di differenti generi musicali come Madonna e Ed Sheeran, tra i massimi esponenti del pop oppure Garth Brooks, leggenda della musica country.
McLean era l'artista preferito del noto rapper Tupac; tant'è che la sua canzone preferita era Vincent, una composizione di Don del 1971.

### Influenza sulla cultura statunitense

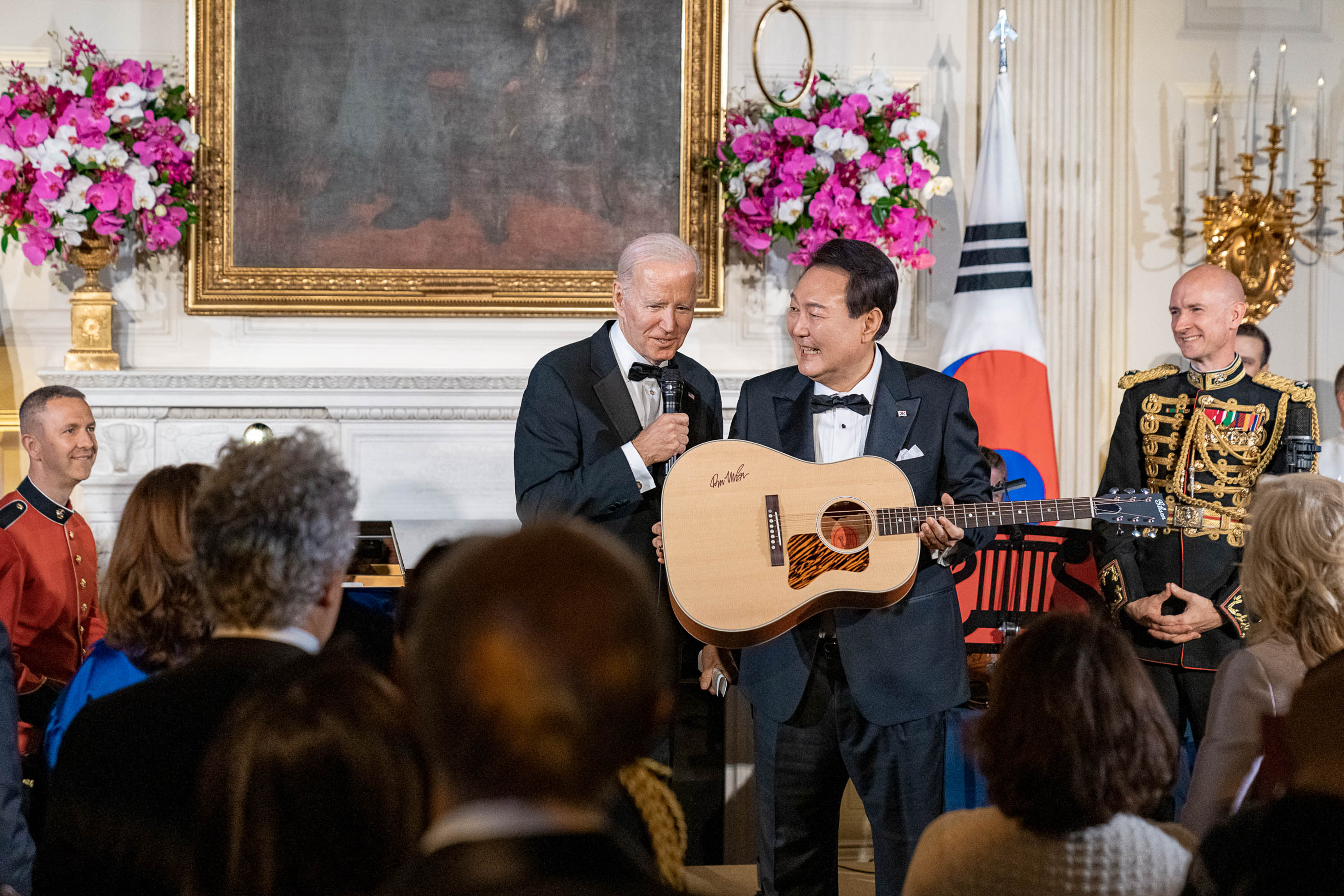
Il presidente sudcoreano mentre si esibisce cantando "American Pie" e imbracciando una chitarra autografata da McLean

Nel 1971 McLean ispirò il brano Killing Me Softly with His Song dopo che l'autrice dello stesso, Lori Lieberman, vide Don in un concerto e ne rimase affascinata. La canzone fu registrata nel 1973 da Roberta Flack e divenne una hit numero uno nelle classifiche di Stati Uniti, Canada e molti altri paesi.
Il 27 aprile 2023, il presidente della Corea del Sud Yoon Suk-Yeol viene invitato ad una cerimonia ufficiale alla casa Bianca dal presidente statunitense Biden; durante la visita Yoon si improvvisa cantante ed interpreta una parte di American Pie citando il brano come il "suo pezzo statunitense preferito di sempre". A documentare questa "esibizione" sono diversi video pubblicati in rete e diventati subito virali.

## Discografia

### Album in studio
| Anno | Titolo                                       | Classifiche | Classifiche | Classifiche | Classifiche | Certificazione                                                                   |
| Anno | Titolo                                       | USA         | AUS         | CAN         | UK          | Certificazione                                                                   |
| ---- | -------------------------------------------- | ----------- | ----------- | ----------- | ----------- | -------------------------------------------------------------------------------- |
| 1970 | Tapestry                                     | 111         | 22          | —           | 16          |                                                                                  |
| 1971 | American Pie                                 | 1           | 1           | 1           | 2           | - Stati Uniti: Disco di platino - Canada: Disco d'oro - Regno Unito: Disco d'oro |
| 1972 | Don McLean                                   | 23          | 15          | 15          | —           |                                                                                  |
| 1973 | Playin' Favorites                            | —           | 22          | —           | 42          |                                                                                  |
| 1974 | Homeless Brother                             | 120         | 65          | —           | —           |                                                                                  |
| 1977 | Prime Time                                   | —           | —           | —           | —           |                                                                                  |
| 1978 | Chain Lightning                              | 28          | 41          | 25          | 19          | - Olanda: Disco d'oro                                                            |
| 1981 | Believers                                    | 156         | 15          | —           | —           |                                                                                  |
| 1987 | Love Tracks                                  | —           | —           | —           | —           |                                                                                  |
| 1990 | Headroom                                     | —           | —           | —           | —           |                                                                                  |
| 1991 | Christmas                                    | —           | —           | —           | —           |                                                                                  |
| 1995 | The River of Love                            | —           | —           | —           | —           |                                                                                  |
| 1997 | Christmas Dreams                             | —           | —           | —           | —           |                                                                                  |
| 2001 | Sings Marty Robbins                          | —           | —           | —           | —           |                                                                                  |
| 2003 | You've Got to Share: Songs for Children      | —           | —           | —           | —           |                                                                                  |
| 2003 | The Western Album                            | —           | —           | —           | —           |                                                                                  |
| 2005 | Rearview Mirror: An American Musical Journey | —           | —           | —           | —           |                                                                                  |
| 2009 | Addicted to Black                            | —           | —           | —           | —           |                                                                                  |
| 2018 | Botanical Gardens                            | —           | —           | —           | —           |                                                                                  |
| 2020 | Still Playin' Favorites                      | —           | —           | —           | —           |                                                                                  |
| 2024 | American Boys                                |             |             |             |             |                                                                                  |

## Riconoscimenti e premi

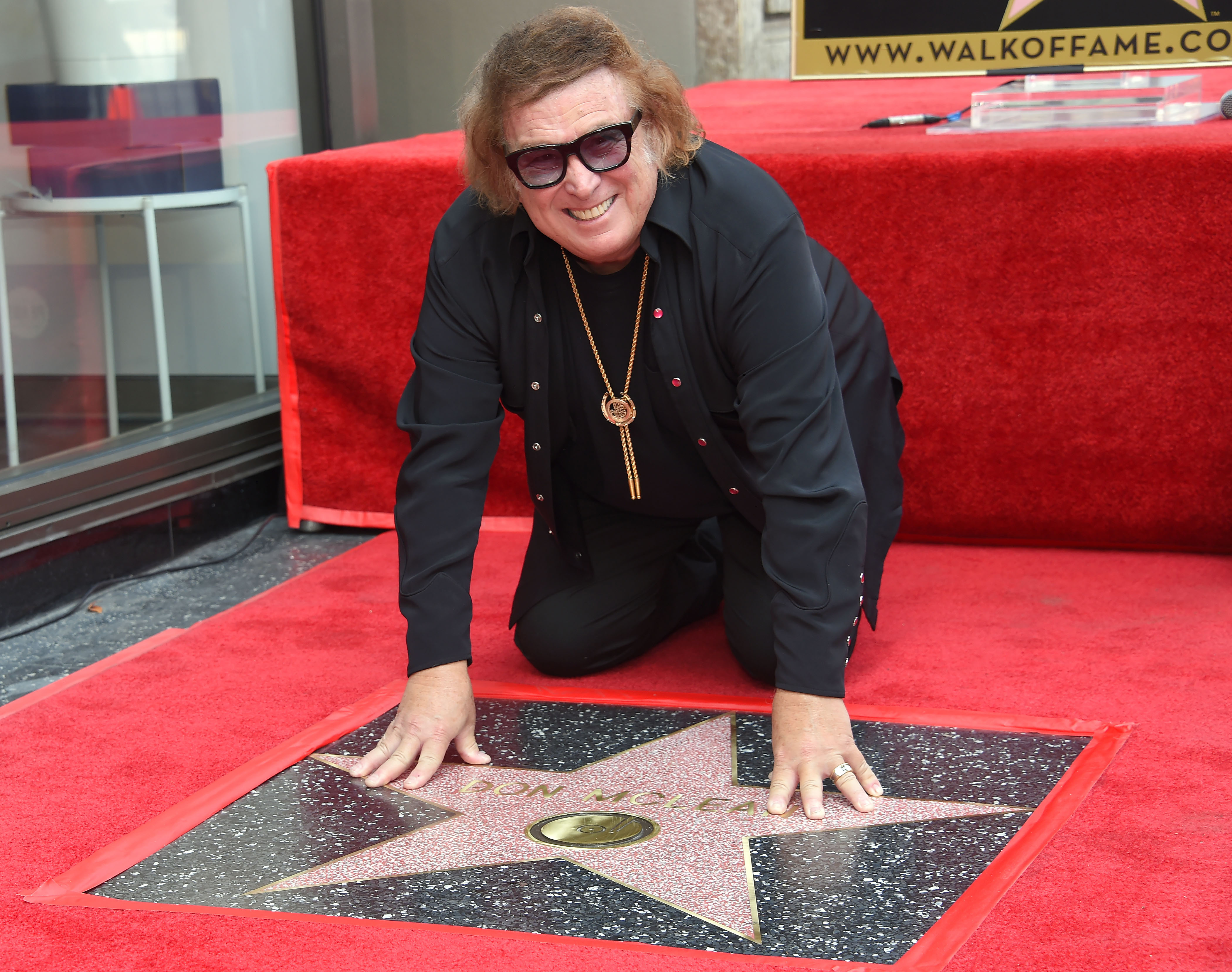
Don Mclean vicino alla targa di introduzione nella Hollywood Walk of Fame

Don Mclean ha ricevuto numerosi riconoscimenti durante la sua carriera musicale.

### Grammy Awards
- Nomination per "Miglior performance vocale pop" - American Pie (brano)
- Nomination per "Canzone dell'anno" American Pie - (brano)
- Nomination per "Album dell'anno" American Pie - (Album)
- Nomination per "Registrazione dell'anno" American Pie - (brano)

### Telly Awards
- 9 vittorie su 9 nomination

### Altri riconoscimenti
Don McLean ha anche ricevuto un Grammy Award come membro onorario, un'introduzione nella Songwriter Hall of Fame, un BBC Lifetime Achievement Award e un'introduzione nella Las Vegas Walk of Stars. Nel giugno 2022, Don è stato ospite del programma Good Morning America, durante il quale ha ricevuto una targa ufficiale che certifica la vendita di oltre 50 milioni di copie in tutto il mondo.
Nel 2022, dopo una cerimonia, Don è stato inserito nella prestigiosa Hollywood Walk of Fame. Prima dell'introduzione McLean ha anche tenuto un discorso di ringraziamento e si è esibito in una breve performance.

## Concerti

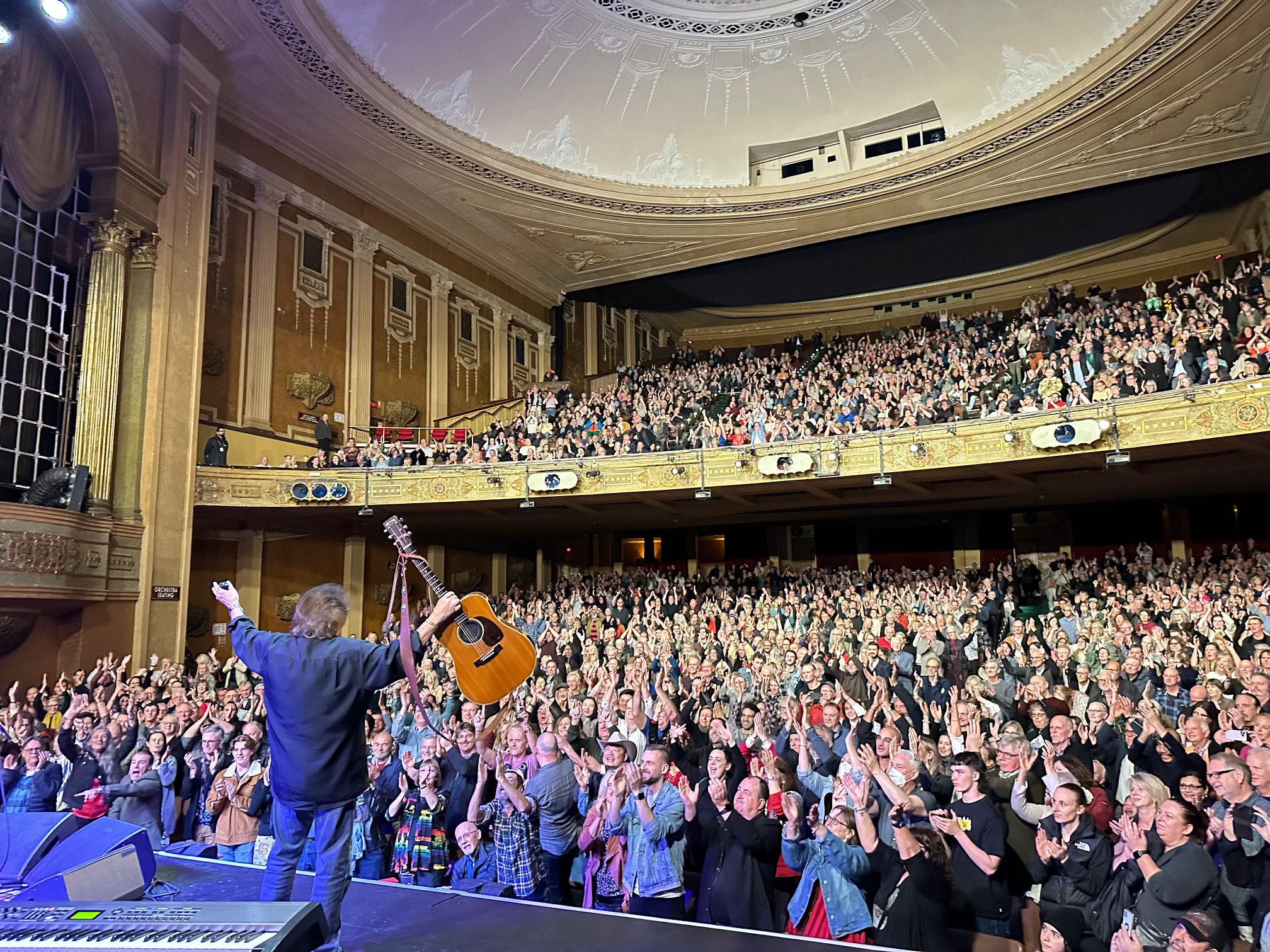
Don McLean in concerto nel 2023

Don McLean, anche dopo il massimo splendore commerciale avuto nei primi anni '70, non ha mai smesso di fare tournée.
Negli anni ha compiuto diversi tour mondiali, spesso ricevendo il plauso da critica e pubblico. I suoi concerti sono un misto di una grande varietà di fonti musicali, che includono cover di successi rock and roll, canzoni della musica popolare, i suoi successi principali e anche diversi brani poco conosciuti dal grande pubblico.
Nonostante una credenza popolare che vuole che American Pie non sia sempre stata suonata durante i suoi concerti, non esistono prove che dimostrino che dal 1971 (anno di pubblicazione del brano) a oggi Don abbia svolto un concerto senza eseguire il brano.
Durante i suoi concerti sono spesso presenti momenti di riflessione o racconti di aneddoti provenienti dalla sua lunga carriera discografica.

## In Italia
In Italia McLean ha avuto un breve periodo di notorietà nel 1973 con il brano Vincent, scritto nel 1971 ed ispirato alla vita ed all'opera di Vincent van Gogh, che venne utilizzato come sigla del seguitissimo giallo televisivo Lungo il fiume e sull'acqua.
Lo stesso brano è stato tradotto da Francesco De Gregori con il titolo Come un anno fa, e la sua versione è stata incisa da Little Tony. Nel 2000 venne tradotto in italiano una seconda volta dal cantautore Roberto Vecchioni.